# 内务人民委员会爱沙尼亚行动
内务人民委员会爱沙尼亚行动是內務人民委員部在大清洗期间（1937-1938年）针对苏联境内的愛沙尼亞人发动的一场大规模逮捕、处决以及驱逐行动。行动共导致4672名爱沙尼亚裔人被杀。